# Barahir de Gondor
En el universo imaginario de J. R. R. Tolkien y en los apéndices de la novela El Señor de los Anillos, Barahir fue el octavo Senescal Regente del reino de Gondor. Nacido en el año 2290 de la Tercera Edad del Sol, es hijo del senescal Hador. 
Barahir fue el séptimo senescal que rigió en la época dominada por la Paz Vigilante. Sucedió a su padre en el año 2395 T. E. y gobernó Gondor por 17 años. Murió en el año 2412 T. E., siendo sucedido por su hijo Dior. 